# Coquimbo (Uruguai)
Coquimbo és una entitat de població de l'Uruguai, ubicada al centre del departament de Soriano. Té una població aproximada de 300 habitants, segons les dades del cens de 2004.
Es troba a 58 metres sobre el nivell del mar.